# Polonia Bytom (tenis stołowy)
TTS Polonia Bytom (tenis stołowy) (pełna nazwa: Towarzystwo Tenisa Stołowego Polonia Bytom) – męska sekcja sportowa klubu Polonia Bytom istniejąca od lat 50. XX wieku, a następnie reaktywowana w 2013 roku.
W 2013 roku nastąpiło przejęcie sekcji Silesii Miechowice grającej w rozgrywkach o mistrzostwo Superligi. W sezonie 2013/2014 Polonia wywalczyła brązowy medal mistrzostw Polski. Kadrę wtedy stanowili Jakub Kosowski, Czesi Tomáš Konečný i Radek Mrkvicka oraz Grzegorz Iwaniuk. Sukces został powtórzony w sezonie 2015/2016, kiedy to barwy klubu reprezentowali Czech Tomáš Konečný, Paweł Chmiel oraz Włoch Niagol Stoyanov. Trzeci raz brązowe medale tenisiści z Bytomia zdobyli w sezonie 2023/2024 w składzie Patryk Chojnowski, Patryk Zatówka oraz Szwed Viktor Brodd.
Tenisiści stołowi grali również pięciokrotnie w finale Pucharu Polski zdobywając trzykrotnie to trofeum w roku 2014, 2017 i 2019.
Przez sześć sezonów zawodnikiem Polonii był Robert Floras, który w tym czasie zdobył 11 medali Mistrzostw Polski w tym złoty w 2021 roku w grze podwójnej grając w parze z Danielem Bąkiem z Orlicza Suchedniów.
W sezonach 2022/2023 i 2023/2024 graczem bytomskiego klubu był Patryk Chojnowski, który w listopadzie 2022 roku wywalczył podczas mistrzostw świata osób niepełnosprawnych złoty medal w singlu oraz w grze mieszanej w parze z Natalią Partyką. We wrześniu 2023 roku Chojnowski zdobył trzy tytuły mistrza Europy osób niepełnosprawnych w Sheffield, w singlu, w grze podwójnej wraz z Piotrem Grudniem oraz w grze mieszanej wraz z Natalią Partyką.
Trenerem zespołu od 2013 roku jest Michał Napierała.
Drugi zespół Polonii w sezonach 2016/2017, 2017/2018, 2020/2021 i 2021/2022 występował w I lidze (drugi poziom rozgrywkowy).

## Sukcesy
- Brązowy medal drużynowych Mistrzostw Polski w sezonie 2013/14[2], 2015/16[3] i 2023/24[13].
- Puchar Polski seniorów w sezonach 2013/14[5], 2016/17[6] i 2018/19[7].
- Puchar Śląska wywalczony dziesięciokrotnie z rzędu od sezonu 2013/14 do sezonu 2022/23.
- Robert Floras zdobył 11 medali mistrzostw Polski seniorów: mistrzostwo Polski w grze podwójnej w 2021 roku, wicemistrzostwo Polski w grze pojedynczej w 2021 roku, wicemistrzostwo Polski w grze podwójnej w 2022 roku, wicemistrzostwo Polski w grze mieszanej w 2019 roku, wicemistrzostwo Polski w grze mieszanej w 2020 roku, brązowy medalista w grze pojedynczej w 2020 roku, brązowy medalista w grze podwójnej w 2017 roku, brązowy medalista w grze podwójnej w 2018 roku, brązowy medalista w grze podwójnej w 2020 roku, brązowy medalista w grze mieszanej w 2021 roku, brązowy medalista w grze mieszanej w 2022 roku.
- Tomáš Konečný zdobył mistrzostwo Czech w grze pojedynczej w 2014 i 2016 roku oraz w grze podwójnej w 2014 i 2015 roku, zdobył wicemistrzostwo w grze podwójnej w 2016 roku oraz brązowy medal w grze pojedynczej w 2015 roku[14][15][16].
- Niagol Stoyanov zdobył wicemistrzostwo Włoch w grze pojedynczej w 2016 roku[17].
- Patryk Chojnowski wywalczył w 2022 roku w Grenadzie dwa tytuły mistrza świata osób niepełnosprawnych w singlu (klasa 10) oraz mikście (klasa XD20)[10].
- Patryk Chojnowski wywalczył w 2023 roku w Sheffield trzy tytuły mistrza Europy osób niepełnosprawnych w singlu (klasa 10)[11], w grze deblowej (klasa MD18) oraz w mikście (klasa XD20)[12].

## Sezon po sezonie (od sezonu 2013/2014)
| Sezon | Rozgrywki ligowe | Rozgrywki ligowe | Rozgrywki ligowe | Rozgrywki ligowe | Rozgrywki ligowe | Rozgrywki ligowe | Rozgrywki ligowe | Rozgrywki ligowe | Puchar Polski    | Nazwa                  |
| Sezon | Liga             | Liga             | Miejsce          | M                | Pkt              | Z                | R                | P                | Puchar Polski    | Nazwa                  |
| --- | ---------------- | ---------------- | ---------------- | ---------------- | ---------------- | ---------------- | ---------------- | ---------------- | ---------------- | ---------------------- |
| W 2013 roku przejęcie sekcji od Silesii Miechowice                                                                                      |                  |                  |                  |                  |                  |                  |                  |                  |                  |                        |
| 2013/2014 | I                | Superliga        | 3/10             | 17               | 31               | 11               | –                | 6                | Zdobywca Pucharu | Carbo-Koks TTS Polonia |
| 2014/2015 | I                | Superliga        | 5/12             | 16               | 26               | 8                | –                | 8                | miejsce 5-8.     | Carbo-Koks TTS Polonia |
| 2015/2016 | I                | Superliga        | 3/12             | 22               | 46               | 15               | –                | 7                | miejsce 2.       | 3S Polonia             |
| 2016/2017 | I                | Superliga        | 8/12             | 22               | 30               | 10               | –                | 12               | Zdobywca Pucharu | 3S Polonia             |
| 2017/2018 | I                | Superliga        | 6/12             | 22               | 32               | 11               | –                | 11               | miejsce 2.       | 3S Polonia             |
| 2018/2019 | I                | Superliga        | 5/12             | 22               | 40               | 13               | –                | 9                | Zdobywca Pucharu | 3S Polonia             |
| 2019/2020 | I                | Superliga        | 6/12             | 20               | 33               | 11               | –                | 9                | miejsce 1-16.    | 3S Polonia             |
| 2020/2021 | I                | Superliga        | 8/13             | 18               | 29               | 8                | –                | 10               | miejsce 1-16.    | 3S Polonia             |
| 2021/2022 | I                | Superliga        | 9/14             | 19               | 32               | 9                | –                | 10               | miejsce 5-8.     | TTS Polonia            |
| 2022/2023 | I                | Superliga        | 10/14            | 19               | 27               | 8                | –                | 11               | –                | Petralana TTS Polonia  |
| 2023/2024 | I                | Superliga        | 3/12             | 16               | 23               | 9                | -                | 7                | -                | Petralana TTS Polonia  |
| 2024/2025 | I                | Superliga        | 9/12             | 22               | 24               | 8                | -                | 14               | -                | Petralana TTS Polonia  |
| Legenda |                  |                  |                  |                  |                  |                  |                  |                  |                  |                        |
| I poziom ligowy, II poziom ligowy, III poziom ligowy, IV poziom ligowy M – mecze, Pkt – punkty, Z – zwycięstwa, R – remisy, P – porażki |                  |                  |                  |                  |                  |                  |                  |                  |                  |                        |

## Kadra[28]
- sezon 2013/2014
  - Jakub Kosowski, Tomáš Konečný (Czechy), Radek Mrkvicka (Czechy), Grzegorz Iwaniuk
- sezon 2014/2015
  - Jakub Kosowski, Tomáš Konečný (Czechy), Radek Mrkvicka (Czechy)
- sezon 2015/2016
  - Tomáš Konečný (Czechy), Paweł Chmiel, Niagol Stoyanov (Włochy)
- sezon 2016/2017
  - Tomáš Konečný (Czechy), Paweł Chmiel, Robert Floras
- sezon 2017/2018
  - Tomáš Konečný (Czechy), Paweł Chmiel, Robert Floras, Marcin Balcerzak, Jakub Masłowski
- sezon 2018/2019
  - Robert Floras, Antonín Gavlas (Czechy), Mateusz Gołębiowski
- sezon 2019/2020
  - Robert Floras, Antonín Gavlas (Czechy), Mateusz Gołębiowski, Lam Siu Hang (Hongkong), Michał Łysakowski, Marcin Balcerzak
- sezon 2020/2021
  - Robert Floras, Filip Szymański, Jakub Stecyszyn, Marcin Balcerzak, Igor Dąbrowski, Dariusz Wróbel, Daniel Michael
- sezon 2021/2022
  - Robert Floras, Jakub Folwarski, Adrian Więcek
- sezon 2022/2023
  - Patryk Chojnowski, Jakub Perek, Wang Lichen (Chiny)
- sezon 2023/2024[29][30]
  - Patryk Chojnowski, Viktor Brodd (Szwecja), Patryk Zatówka, Adam Sławacki, Bartłomiej Kusek
- sezon 2024/2025[31]
  - Viktor Brodd (Szwecja), Anders Eriksson (Szwecja), Patryk Zatówka, Adam Sławacki, Jakub Soboń, Adam Szulta, Miłosz Wojtaszewski